# Spyridium glaucum
Spyridium glaucum är en brakvedsväxtart som beskrevs av B.L. Rye. Spyridium glaucum ingår i släktet Spyridium och familjen brakvedsväxter. Inga underarter finns listade i Catalogue of Life.